# Liste der Bischöfe von Roermond
Die folgenden Personen waren Bischöfe des Bistums Roermond (Niederlande):
- Wilhelm Damasus van der Linden (1562–1588) (auch Bischof von Gent)
- Henricus Cuyckius (1596–1609)
- Jacobus a Castro (1611–1639)
- Andreas Creusen (1651–1657)
- Eugenius Albertus d’Allamont (1659–1666)
- Ignaas-August van Grobbendonck-Schetz (?–1669)
- Lancelot de Gottignies (1672–1673)
- Reginaldus Cools (1677–1700)
- Angelus d’Ongnies und d’Estrees (1701–1722)
- Franciscus Louis Sanguessa (1722–1741)
- Josephus Anselmus Franciscus Werbrouck (1743–1746)
- Johannes de Robiano (1746–1769)
- Henricus Johannes Kerens (1770–1775)
- Philipp Damian von Hoensbroech (1775–1793)
- Joannes Baron van Velde tot Melroy en Sart-Bomal (1794–1801)
- Joannes Paredis (1853–1886)
- Franciscus Boermans (1886–1900)
- Josephus Drehmanns (1900–1913)
- Laurentius Schrijnen (1914–1932)
- Gulielmus Lemmens (1932–1958)
- Antonius Hanssen (1958–1958) (seit 1947 Koadjutor)
- Petrus Moors (1959–1970) (Pieter Jan Antoon Moors)
- Joannes Baptist Matthijs Gijsen (1972–1993)
- Frans Wiertz (1993–2017)
- Hendrikus Smeets (2018–2023)
- Ron van den Hout (seit 2024)